# Hiroyuki Obata
Hiroyuki Obata (jap. 小幡弘之 Obata Hiroyuki; ur. 31 marca 1960 w prefekturze Saitama) – japoński zapaśnik w stylu wolnym. Olimpijczyk z Seulu 1988. Odpadł w eliminacjach w kategorii 130 kg.
Siedmiokrotny uczestnik mistrzostw świata, zajął szóste miejsce w 1994. Czwarty na igrzyskach azjatyckich w 1994 i piąty w 1998.
Srebrny medalista Igrzysk Wschodniej Azji w 1997 i mistrzostw Azji w 1997, brązowy w 1989. Trzeci w Pucharze Świata w 1993; szósty w 1994 i 1998 roku.